# 史提芬·列特
史提芬·列特（英語：Steven Reid，1981年3月10日—）出生於英格蘭倫敦西南部的京士頓（Kingston），是一名已退役愛爾蘭職業足球員，司職中場，最後效力英超球會，曾為愛爾蘭國家隊成員。

## 球員生涯

### 米禾爾
列特於1997/98年球季在米禾爾展開其足球事業，當時年僅17歲。2000/01年球季當米禾爾獲得升級甲組聯賽《第二級》時，史提芬列特已是陣中的主力球員。無論代表球會或國家，他持續表現出色，於2003年7月獲布力般流浪出價250萬英鎊收歸旗下。

### 布力般流浪
列特於2003/04年球季在8月23日對保頓時首次為布力般流浪出賽，在下半場76分鐘替補格雷斯科（Vratislav Gresko）上場，但只作賽了12分鐘，在88分鐘即被罰紅牌出場。當季因腿筋受傷而休息3個月，但仍為球隊作賽19場。
翌季马克·休斯代替桑拿士出任新領隊，史提芬列特慣常擔任側擊中場的位置，但馬克曉士在2005年3月對愛華頓時將他調任中場中路負責派牌工作，史提芬列特在這場1-0的勝仗中表現出色，致勝的入球全賴他的助攻，從此奠定其中場中路的角色。
2005/06年賽季列特其中一個入球是在作客韋根的JJB球場上射入，皮球在離門30碼跌向史提芬列特，他隨即舉腳命射，皮球飛向上角直入網窩，過程可在 這裡 重溫，這入球成為BBC候選全年金球之一。
2006年5月2日，列特在對已篤定衛冕聯賽冠軍的車路士時，以頭球破網，1-0小勝兼為布力般流浪奪得2006/07年歐洲足協盃的參賽資格。
2007年1月，列特再因膝關節前十字韌帶在訓練當中受損，今季已確定不能上陣，提早收咧。2008年10月7日列特的膝傷復發，需要缺陣6-7個月，再次提早收咧。
2009年11月19日飽受傷患困擾的列特獲外借到英冠球會昆士柏流浪1個月，期間正選及後補上陣各1場。借用期滿後歸隊，於2010年1月2日在英格蘭足總盃作客對阿士東維拉正選上陣踢足全場。在為布力般流浪在盃賽及聯賽上陣7場後，列特於2010年3月5日再被外借到另一支英冠球隊西布朗1個月，翌日首次披甲出戰早前曾經外借效力的昆士柏流浪，擔任不熟悉的右閘位置踢足全場。3月24日主場對高雲地利，列特於22分鐘接應角球在遠柱射入，1-0擊敗對手，將在聯賽榜與第三位的諾定咸森林拉開到8分差距。在上陣5場及取得1個入球後，於4月1日獲延長借用至球季結束，期間合共上陣10場，並協助球隊順利取得直接升班英超資格。

### 西布朗
2010年5月26日列特證實免費轉會至西布朗，於7月1日約滿布力般流浪後正式加盟，簽約效力兩年。列特表現出色及在西布朗陣中逐漸鞏固正選席位，但在2011年元旦作客對曼聯下半場傷出，賽後證實撕裂軟骨需要接受手術治理，缺陣最少6星期。
2012年4月30日，列特與西布朗簽署兩年新合約，留隊至2014年夏季。

### 國家隊
列特雖然在英格蘭出生及曾4次代表16歲以下代表隊比賽，但他因祖父母的祖籍身份而有資格代表愛爾蘭。列特於2001年因在米禾爾及愛爾蘭21歲以下國家隊有出色的表現而獲召首次成為大國腳，出戰克羅地亞。於2002年2月對俄羅斯時取得首個入球，更在世界盃舉行前夕對尼日利亞時獲得第二個國際賽入球。因馬克·堅尼地（Mark Kennedy）受傷而獲補替加入2002年韓日世界盃的愛爾蘭大軍之中。
列特於2006年8月16日友賽對荷蘭時獲選為愛爾蘭的國家隊隊長。在2006年9月2日，2008年欧洲足球锦标赛外围赛D組比賽，愛爾蘭對德國，最後以0-1落敗，賽後列特被診斷脊椎骨其中一節出現裂縫，需要養傷4個月至2007年1月。
2010年夏季列特宣佈退出國家隊，集中精力為球會作賽。

## 外部連結
- Soccerbase：史提芬列特
- 4thegame: 史提芬列特
- 史提芬列特在Icon.com的個人Blog